# Lasioglossum carneiventre
Lasioglossum carneiventre là một loài Hymenoptera trong họ Halictidae. Loài này được Dours mô tả khoa học năm 1872.